# 苫小牧駅

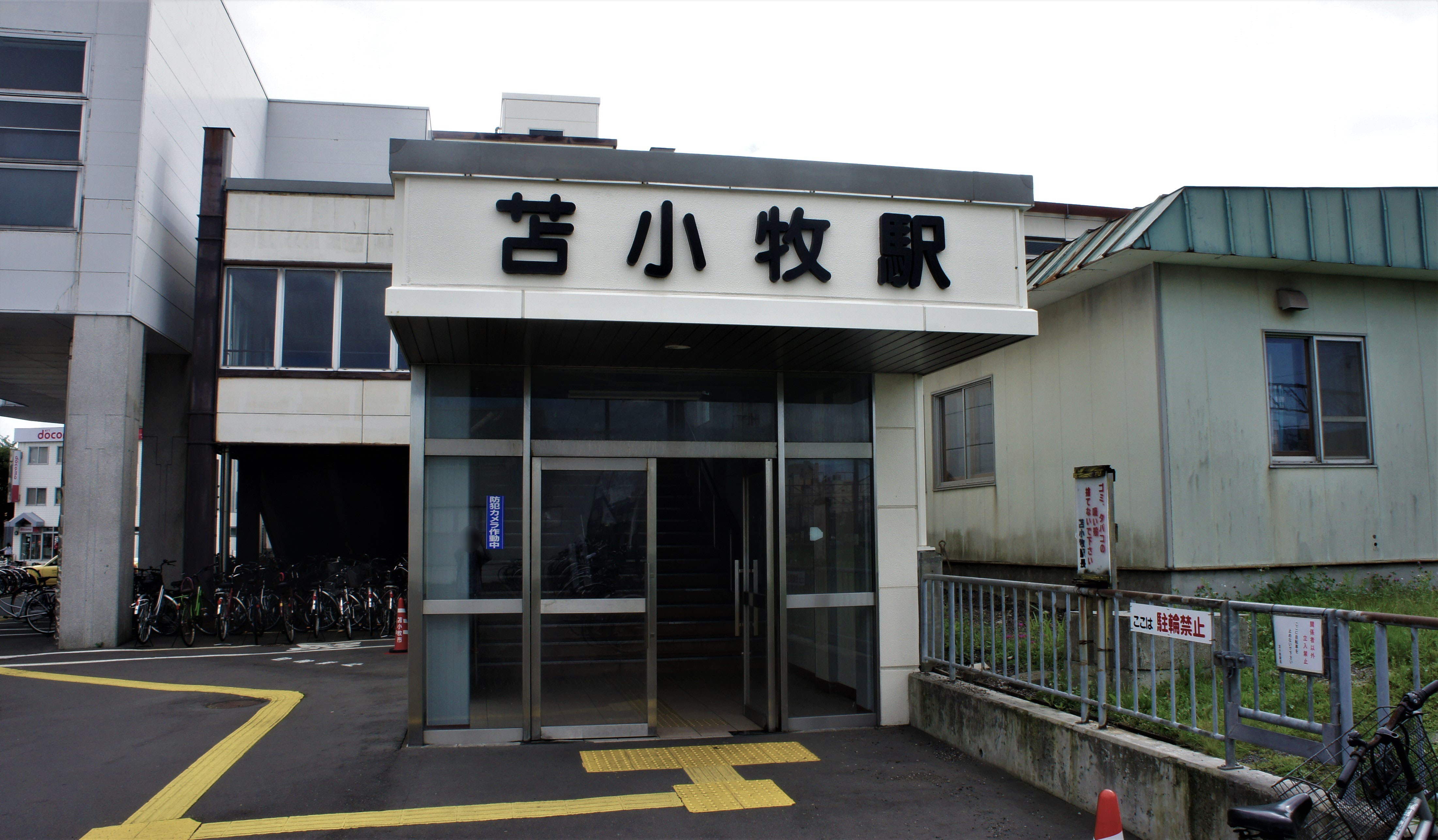
北口（2018年9月）

苫小牧駅（とまこまいえき）は、北海道苫小牧市表町6丁目にある北海道旅客鉄道（JR北海道）の駅である。駅番号はH18。電報略号はトマ。事務管理コードは▲130325。全ての旅客列車が停車する。

## 概要
苫小牧市の代表駅。室蘭本線を所属線としており、当駅を起点とする日高本線を加えた2路線が乗り入れている。また隣の沼ノ端駅を線路名称上の起点とする千歳線の列車も全て室蘭本線経由で当駅まで乗り入れているため、事実上3路線の接続駅となっている。
室蘭本線は当駅で運転系統が分かれており、特急列車の運行についても当駅から室蘭方面・千歳線が一体的に運用される形となっている。室蘭本線岩見沢方面は非電化区間が含まれており、普通列車のみのローカル線となっている。
JR北海道のICカード「Kitaca」札幌・旭川エリアの南端にあたる。当駅から隣りの沼ノ端駅を経由して千歳線方面がエリアとなり、その他の方面へは利用ができない。

## 歴史

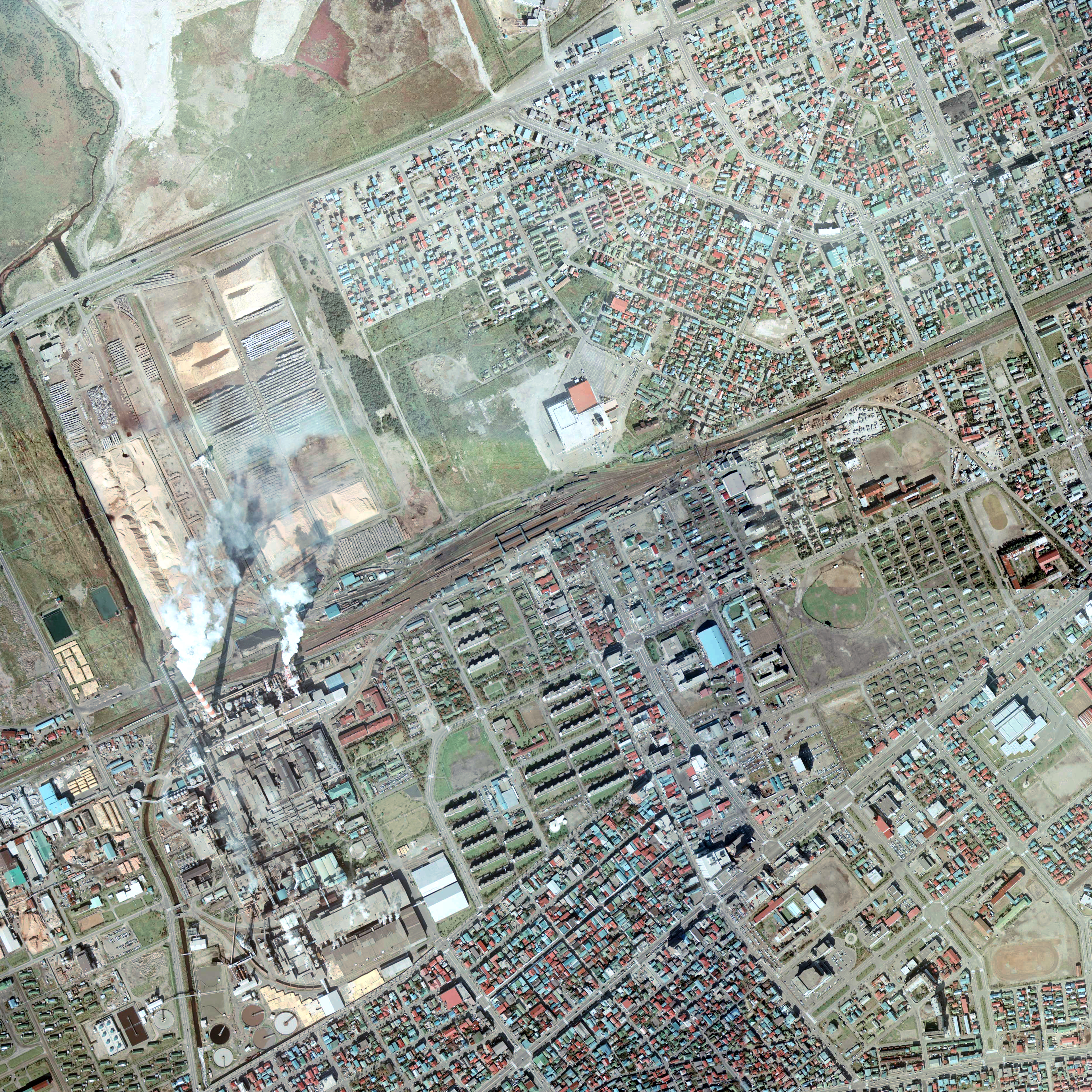
1975年の苫小牧駅と周囲約2キロメートル範囲。右側が室蘭本線追分方面、千歳線千歳方面及び日高本線勇払方面。右下へカーブして行く苫小牧港開発前の日高本線旧線跡が残っている。左下側に王子製紙苫小牧工場があり、駅裏に大きな貯木場を持つ。

- 1892年（明治25年）8月1日：北海道炭礦鉄道の駅として開業[1]。一般駅[1]。
- 1906年（明治39年）10月1日：北海道炭礦鉄道の鉄道路線国有化（鉄道国有法）により、官設鉄道に移管[1]。
- 1908年（明治41年）8月14日：王子製紙専用鉄道[注釈 1]の王子軽便鉄道（通称・山線）が当駅を挟んで工場 - 支笏湖畔の自社発電所建設地（千歳郡烏柵舞）間運行開始[5]。
- 1909年（明治42年）
  - 10月12日：線路名称設定により、室蘭本線の駅となる。
  - 王子製紙苫小牧工場へ専用線敷設[6]。
- 1911年（明治44年）7月：皇太子(後の大正天皇)行啓を機に、駅舎改築（2代目）[7][8]。跨線橋設置[8]。
- 1913年（大正02年）10月1日：苫小牧軽便鉄道（通称・浜線）が佐瑠太駅（現・富川駅）まで開業[9]。当駅表、現・苫小牧市表町4丁目2付近[注釈 2]に浜線苫小牧駅開設[10]。
- 1922年（大正11年）：王子軽便鉄道が一般客を受け入れ開始。当駅裏室蘭寄りに山線苫小牧駅開設。
- 1927年（昭和02年）
  - 8月1日：苫小牧軽便鉄道線が国有化（鉄道敷設法）[11]。日高線（後の日高本線）となる[12]。苗穂工場苫小牧派出所設置[11]。
  - 8月3日：追分機関庫苫小牧分庫設置[11]。
- 1929年（昭和04年）12月9日：苫小牧 - 佐瑠太間の軌間1,067 mm改軌工事が竣工、直通運転開始。これに伴い、構内を整理（8、9番線、留置3番線を増設。3番線を上り本線から日高線着発線に、4番線を下り本線から上り本線に変更。下り本線を6番線とし、6・7番線間に第2ホームを新設、跨線橋を延長[13]）。浜線苫小牧駅廃止。
  - 苗穂工場苫小牧派出所廃止[11]。
- 1934年（昭和09年）10月1日：北海道鉄道 (2代)札幌線（後の千歳線）が当駅へ4往復乗り入れ[11]。
- 1936年（昭和11年）7月：北海道での陸軍特別大演習を機に駅舎改築（3代目）[13][注釈 3]。
- 1950年（昭和25年）2月10日：苫小牧客貨車区設置[11]。
- 1951年（昭和26年）8月31日：王子軽便鉄道廃止。
- 1954年（昭和29年）：構内拡張、駅前広場整備[14]。
- 1954年（昭和29年）8月10日：昭和天皇、香淳皇后が苫小牧市に行幸。登別駅発 - 苫小牧着、苫小牧駅発 - 夕張駅着のお召し列車が運転[15]。
- 1962年（昭和37年）12月1日
  - 苫小牧港（西港）建設のため、日高本線の当駅 - 浜厚真駅間の線路を付け替え、改キロ（+9.4 km）[12]。これに伴い、勇払駅を北側に移転。
  - 苫小牧操車場一部完成、使用開始[8]。
- 1963年（昭和38年）
  - 4月1日：苫小牧操車場から石炭埠頭貯炭場の高架桟橋までの公共臨港線（中野臨港鉄道）が運用開始[16][17]。
  - 6月1日：苫小牧操車場全面開業[8]。
- 1965年（昭和40年）10月1日：苫小牧操車場から雑貨埠頭までの公共臨港線（西埠頭臨港鉄道）が運用開始[16][18]。
- 1968年（昭和43年）12月3日：苫小牧操車場を介して新苫小牧駅-石油埠頭駅間の苫小牧港開発株式会社線開業。
- 1969年（昭和44年）11月1日：追分機関区苫小牧支区を苫小牧機関区に格上げ[11]。
- 1972年（昭和47年）10月：苫小牧東部大規模工業基地開発に伴う、掘り込み水路新設に支障するため、北海道知事から国鉄北海道総局に日高本線の付け替え要請。これにより検討された付け替え路線の案では室蘭本線と別れる沼ノ端駅の手前で現在線と別れ、沼ノ端駅を経由して大きく北に迂回し、浜厚真駅の先で現在線と合流するものが検討されていたが[19]、苫東地区の開発縮小により未成に終わった。
- 1980年（昭和55年）10月：オイル着発線完成。
- 1982年（昭和57年）
  - 10月1日：3階RC造・北口および自由通路併設の4代目の現駅舎に改築[14][新聞 1]。
  - 10月2日：南口にステーションビル「苫小牧エスタ」開店[14]。
- 1986年（昭和61年）11月1日：荷物の取扱を廃止[1]。
- 1987年（昭和62年）4月1日：国鉄分割民営化により北海道旅客鉄道（JR北海道）・日本貨物鉄道（JR貨物）の駅となる[1][12]。
- 1988年（昭和63年）11月20日：石炭埠頭公共臨港線が最後の荷受。三井鉱山芦別炭砿からの石炭車10輌をもって廃止[14]。
- 1991年（平成03年）11月4日：JR貨物の駅が移転、着発線荷役方式を導入。
- 1992年（平成04年）3月：オイル着発線廃止。
- 1999年（平成11年）12月8日：自動改札機導入[20]。
- 2001年（平成13年）3月31日：苫小牧港開発株式会社線が全線廃止。
- 2008年（平成20年）10月25日：自動改札機にて「Kitaca」導入。
- 2011年（平成23年）3月12日：貨物駅を苫小牧貨物駅に改称[JR北 1][21]。
- 2016年（平成28年）3月28日：「苫小牧エスタ」閉店[JR北 2][新聞 2]。
- 2018年（平成30年）
  - 3月17日：ツインクルプラザ苫小牧支店閉店[JR北 3][新聞 3]。
  - 11月5日：南口と旧商業施設「苫小牧駅前プラザエガオ」を結ぶ空中通路の解体工事を開始[新聞 4]。
- 2019年（令和元年）
  - 6月12日：駅構内売店「kiosk」閉店。
  - 6月28日：セブン-イレブン北海道ST苫小牧店開店。
- 2020年（令和02年）2月8日：特急「スーパー北斗」の車掌が駅に置き去りにされる椿事が発生。この車掌はタクシーを使って同列車を錦岡駅まで追跡し、列車に遅れが生じた[新聞 5]。

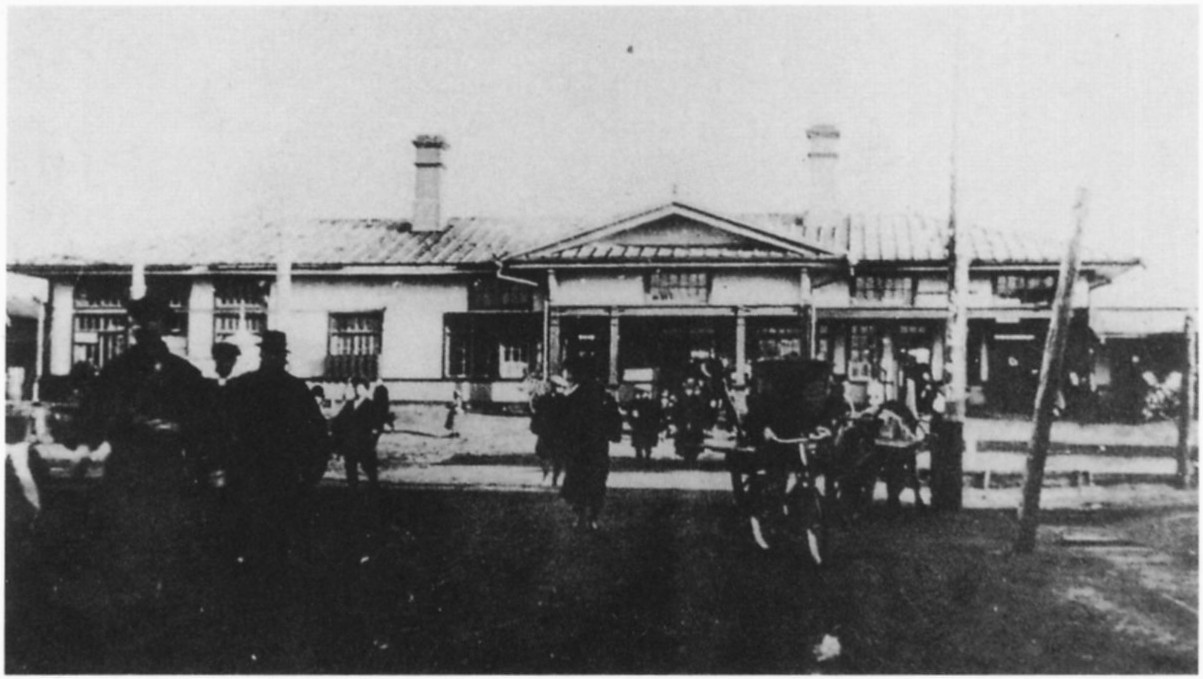
2代目駅舎（1916年）
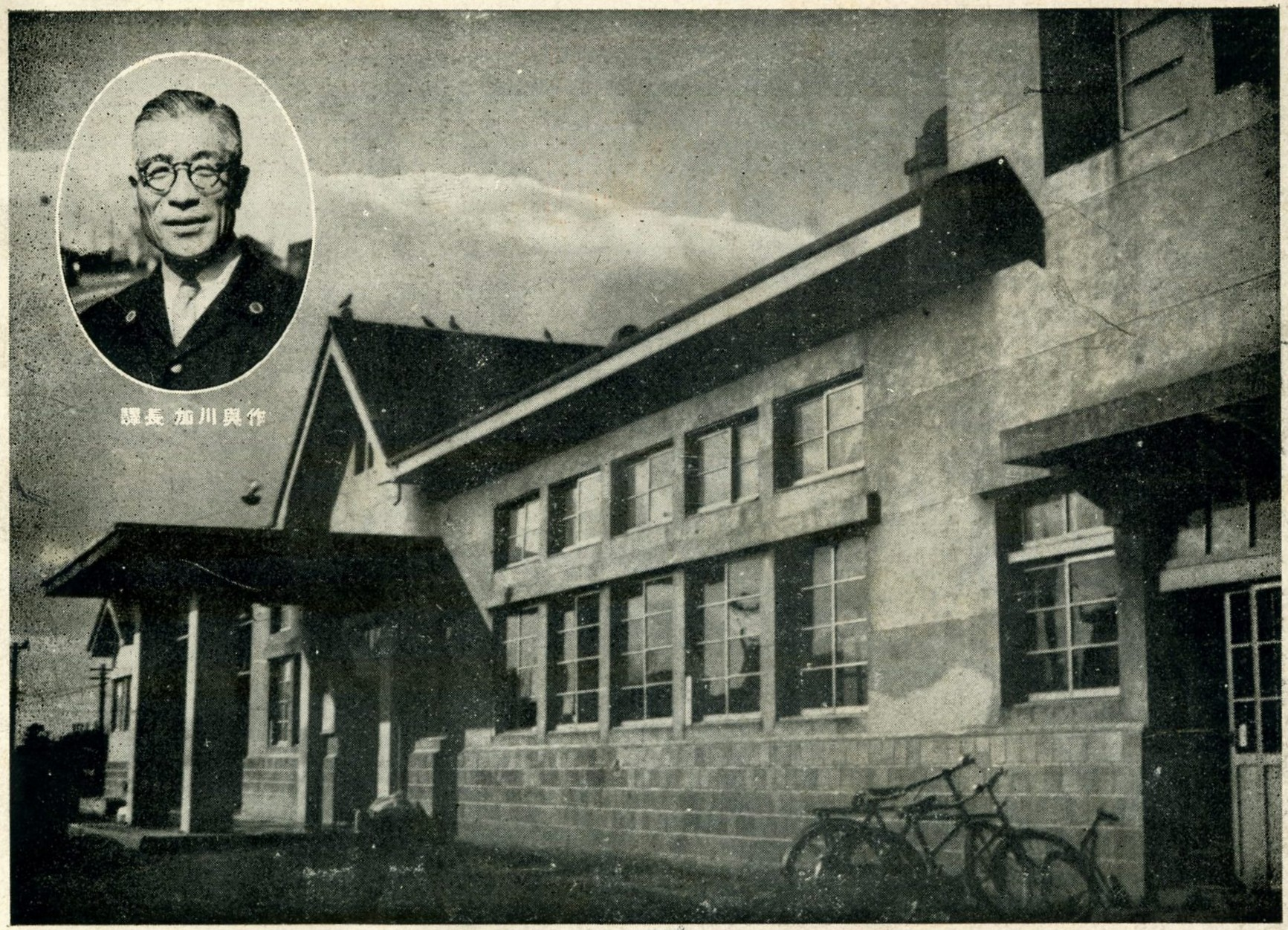
3代目駅舎と1952年当時の駅長
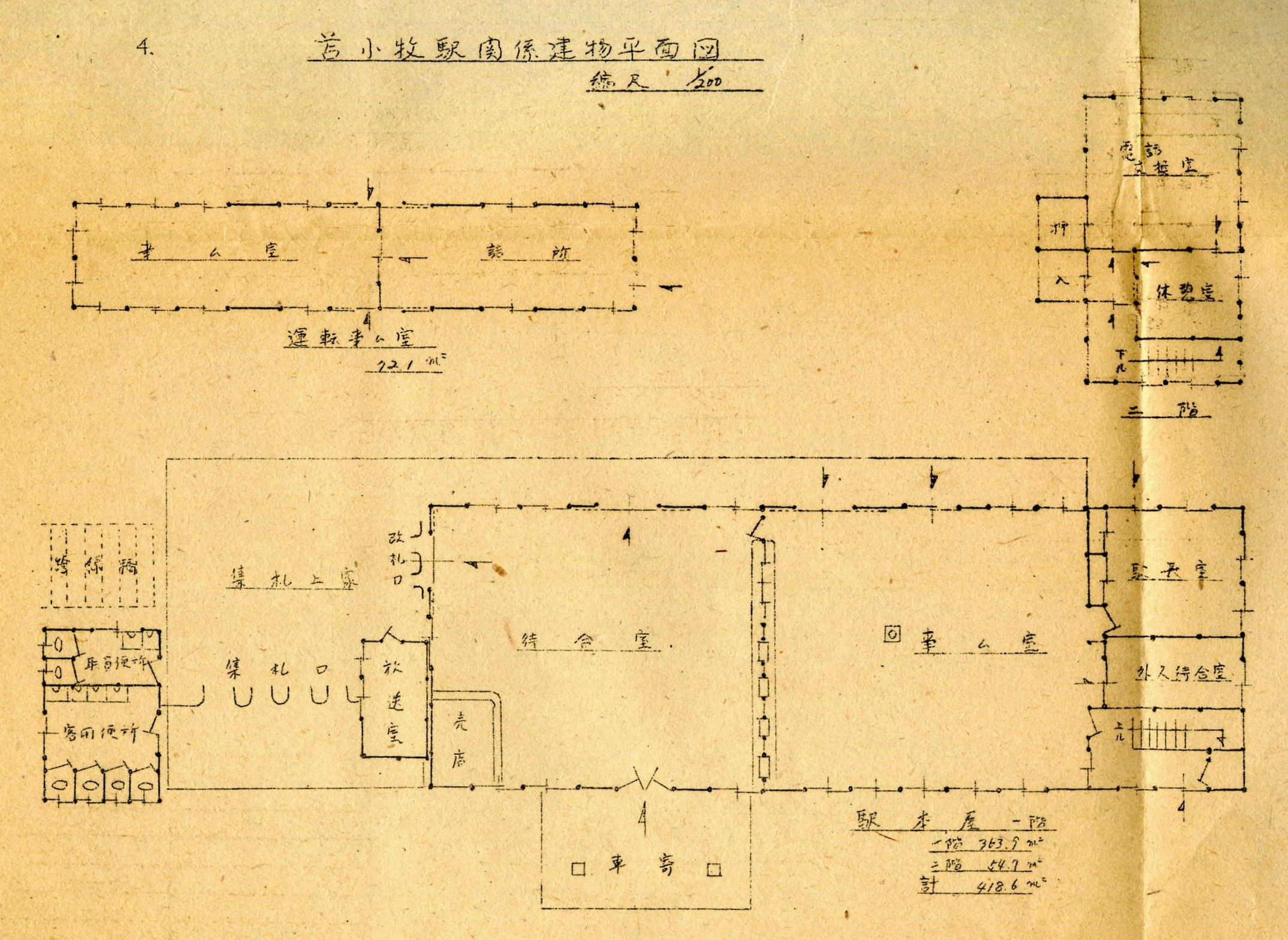
3代目駅舎平面図（1952年）
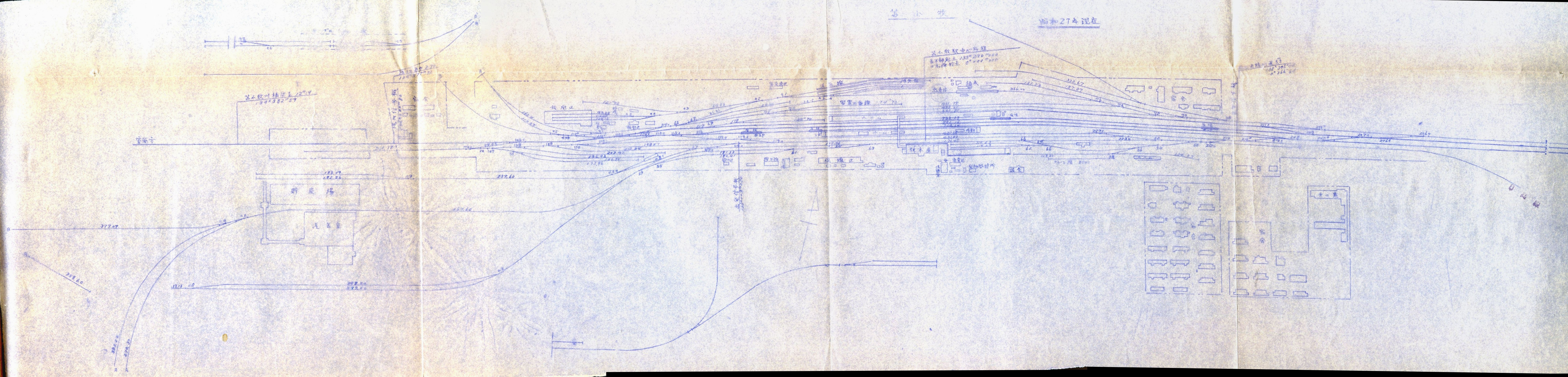
構内配線図（1952年）
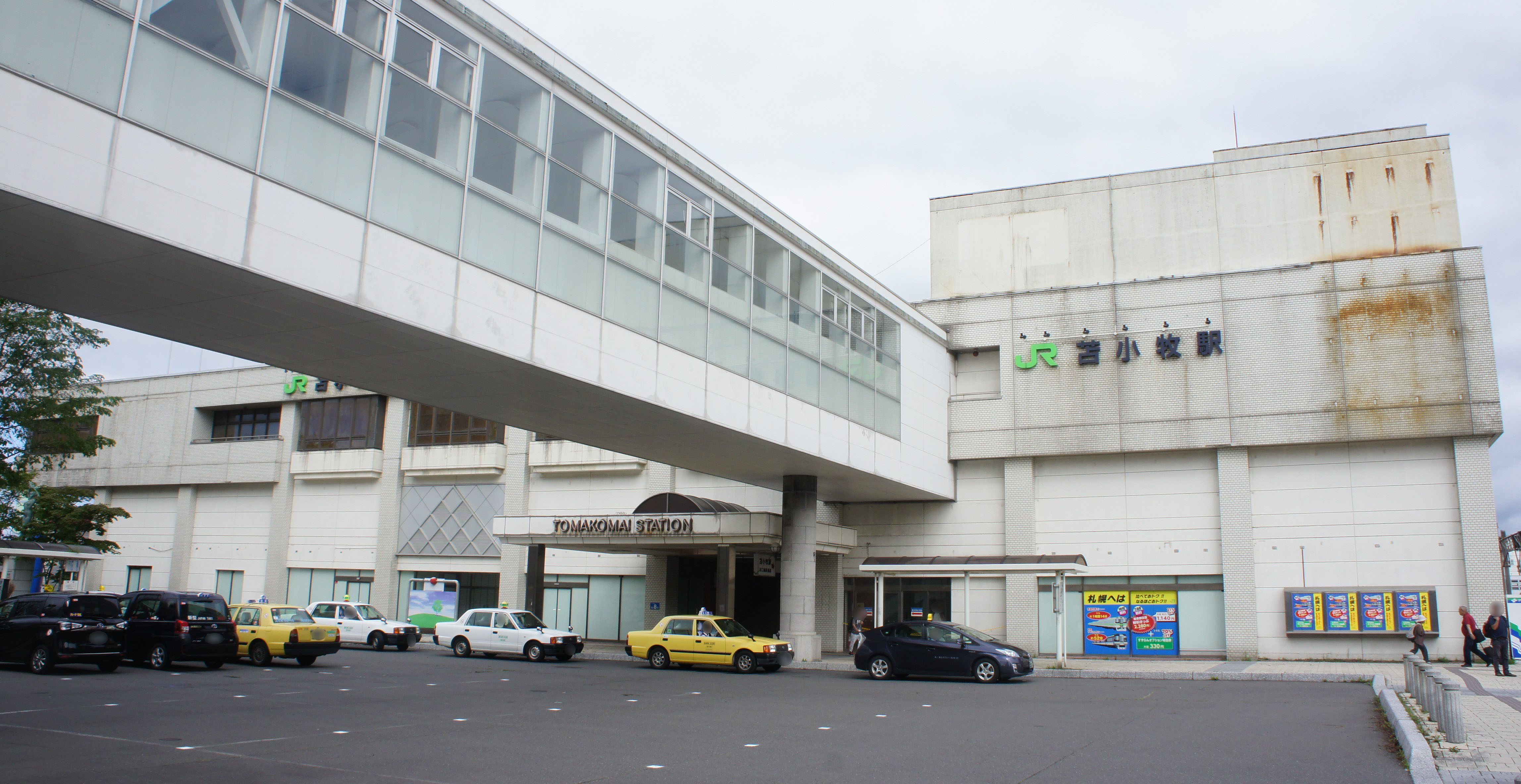
空中通路撤去前の南口

## 駅構造
島式ホーム2面4線を有する橋上駅。乗降用ホームは1番線から4番線の順に並んでおり、最も南側が1番線である。4番線の北側には苫小牧運転所に繋がる側線がある。駅構内からは王子製紙専用線が分岐しており、本線南側に沿って西へ進み、王子製紙苫小牧工場へ至る路線でコンテナ輸送に使用されている。
終日社員配置駅。みどりの窓口、自動券売機・話せる券売機・自動改札機を設置している。改札口は駅の北口・南口を結ぶ自由通路に面している。Kitacaは札幌・小樽・新千歳空港方面のみ利用可能であり、室蘭・追分・鵡川方面では利用できない。構内には北海道キヨスクによるセブン-イレブン北海道ST苫小牧店がある。

### のりば
主に以下の通りに発着するが、一部例外もある。
| 番線 | 路線      | 方向 | 行先                   |
| ---- | --------- | ---- | ---------------------- |
| 1    | ■日高本線 | -    | 鵡川方面               |
| 1    | ■千歳線   | 下り | 札幌・小樽方面         |
| 1    | ■室蘭本線 | 上り | 糸井・東室蘭方面       |
| 2    | ■千歳線   | 下り | 札幌・小樽方面         |
| 2    | ■室蘭本線 | 上り | 糸井・東室蘭・函館方面 |
| 3    | ■室蘭本線 | 下り | 追分・岩見沢方面       |
| 3    | ■千歳線   | 下り | 札幌・小樽方面         |
| 4    | ■室蘭本線 | 下り | 追分・岩見沢方面       |
| 4    | ■室蘭本線 | 上り | 糸井・東室蘭方面       |
| 4    | ■千歳線   | 下り | 札幌・小樽方面         |

（出典：JR北海道:駅の情報検索）
- 特急列車は2・3番線に発着する。

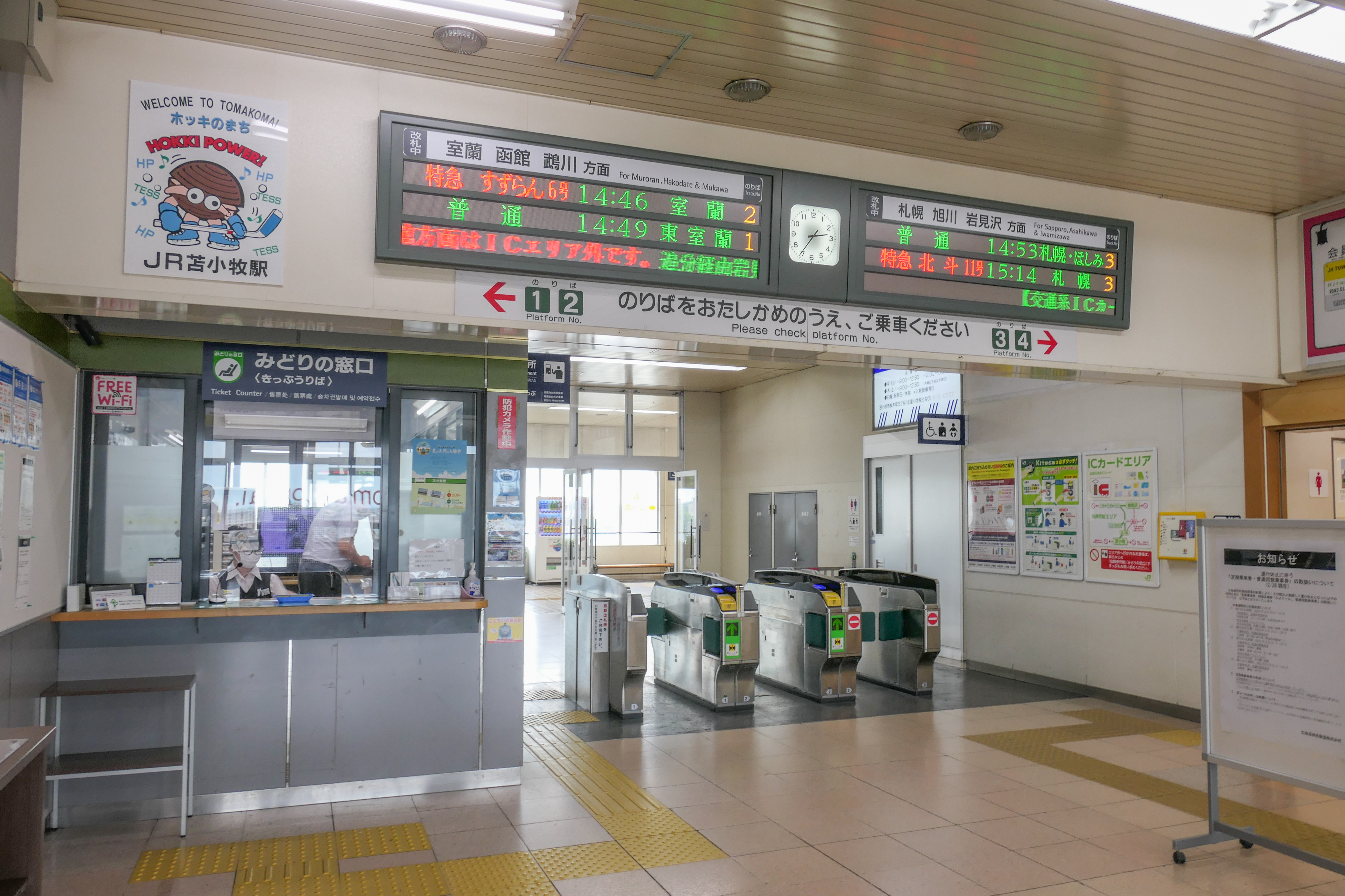
改札口・みどりの窓口（2022年6月）
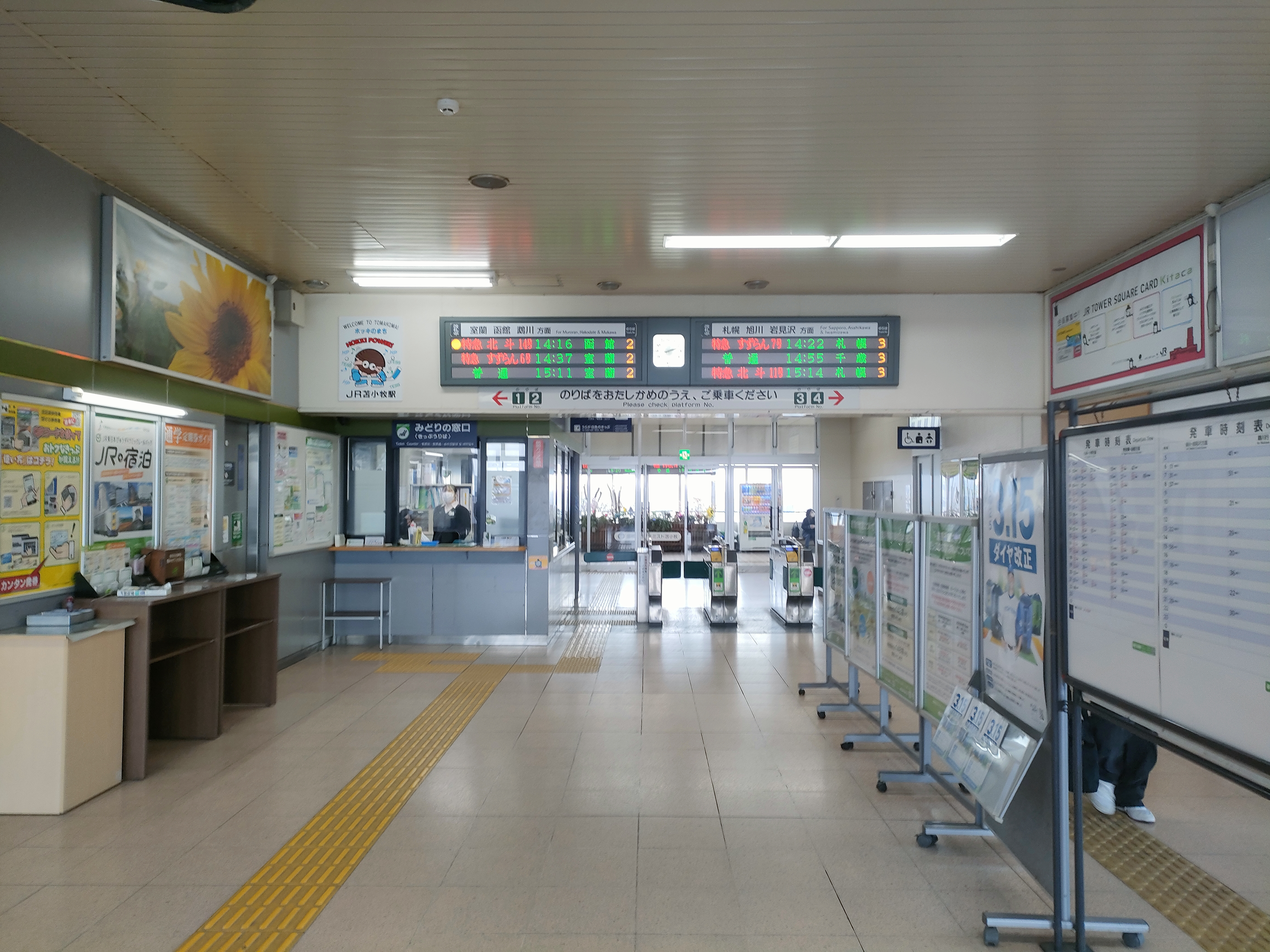
改札全景（2025年3月）
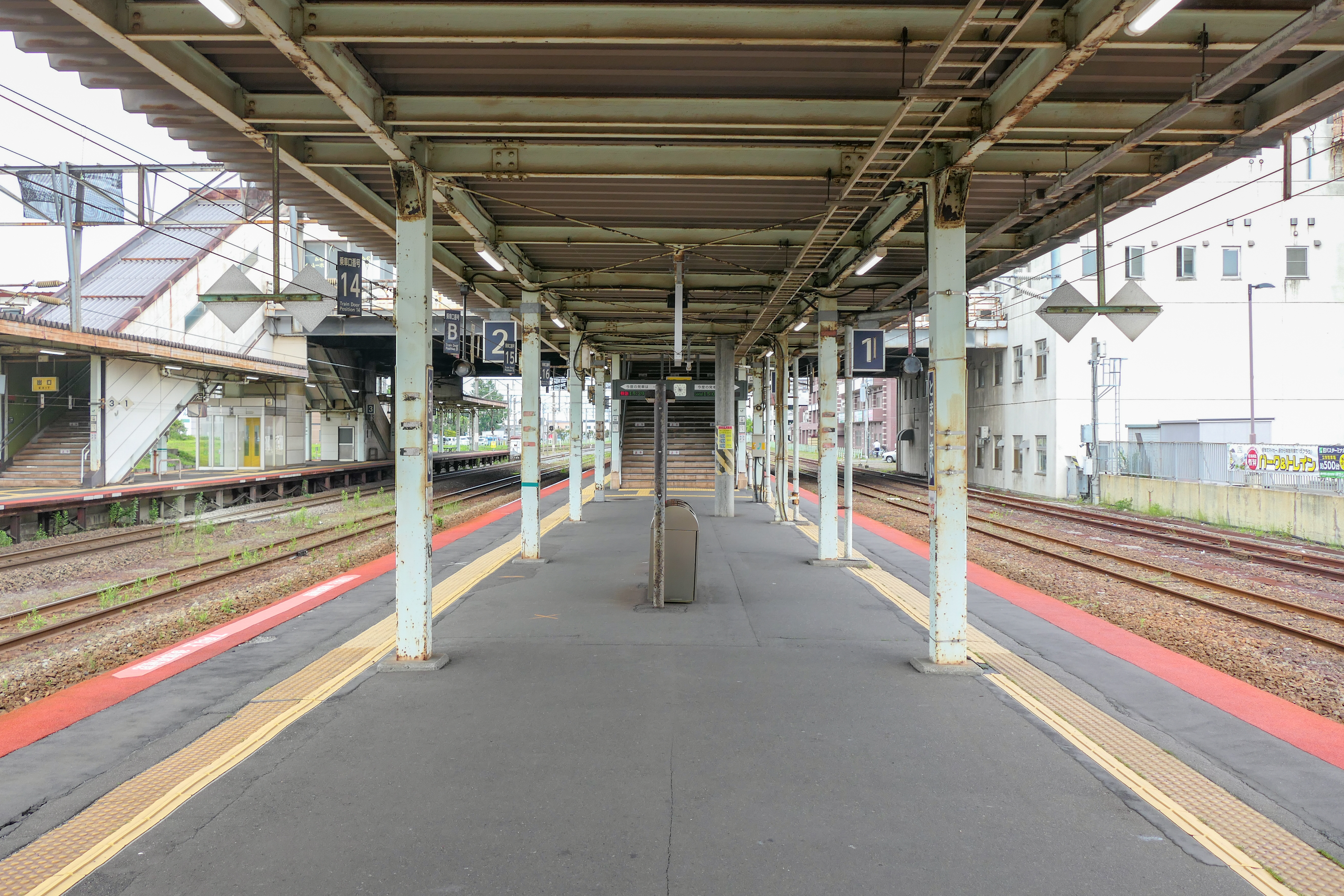
1・2番線ホーム（2022年6月）
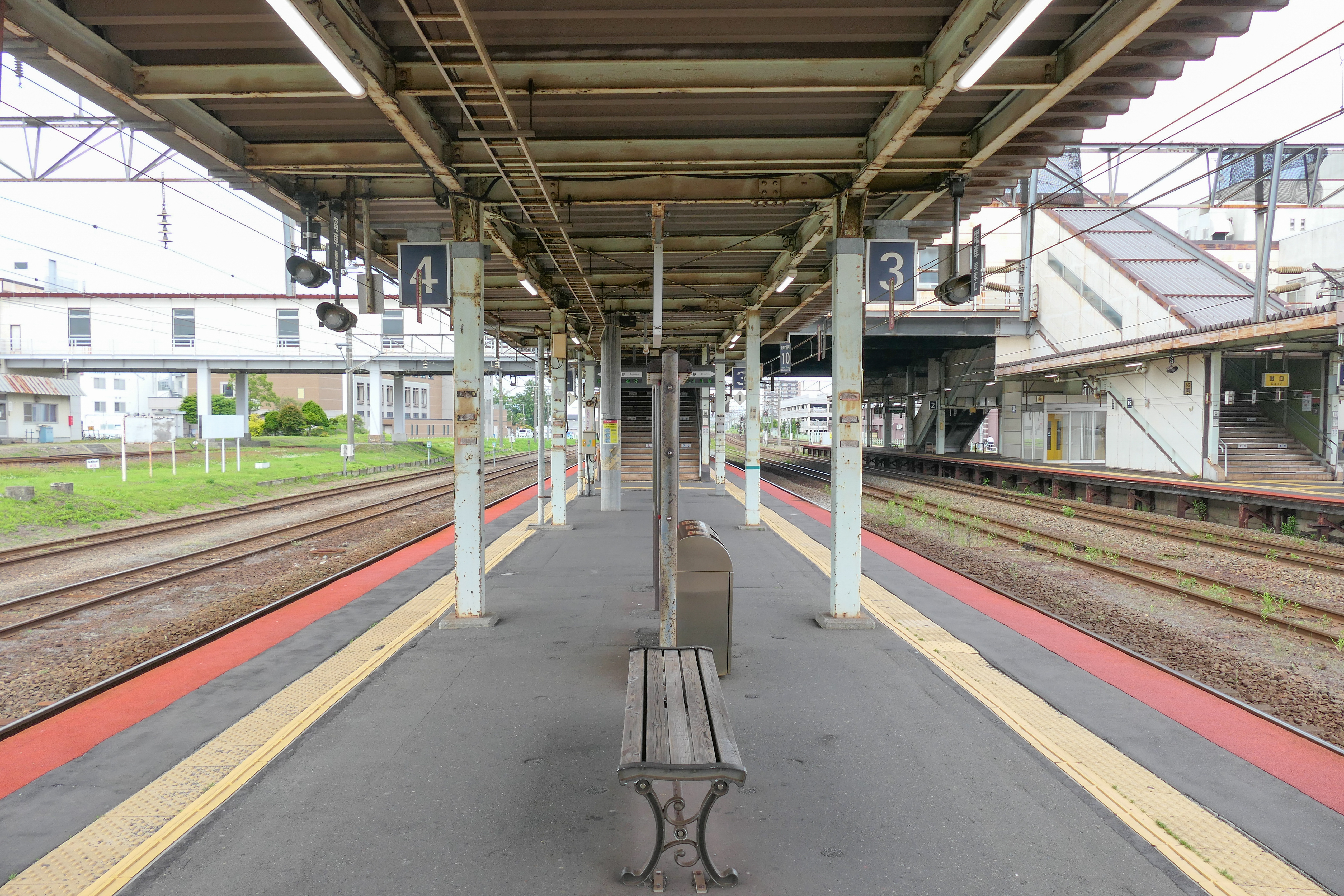
3・4番線ホーム（2022年6月）
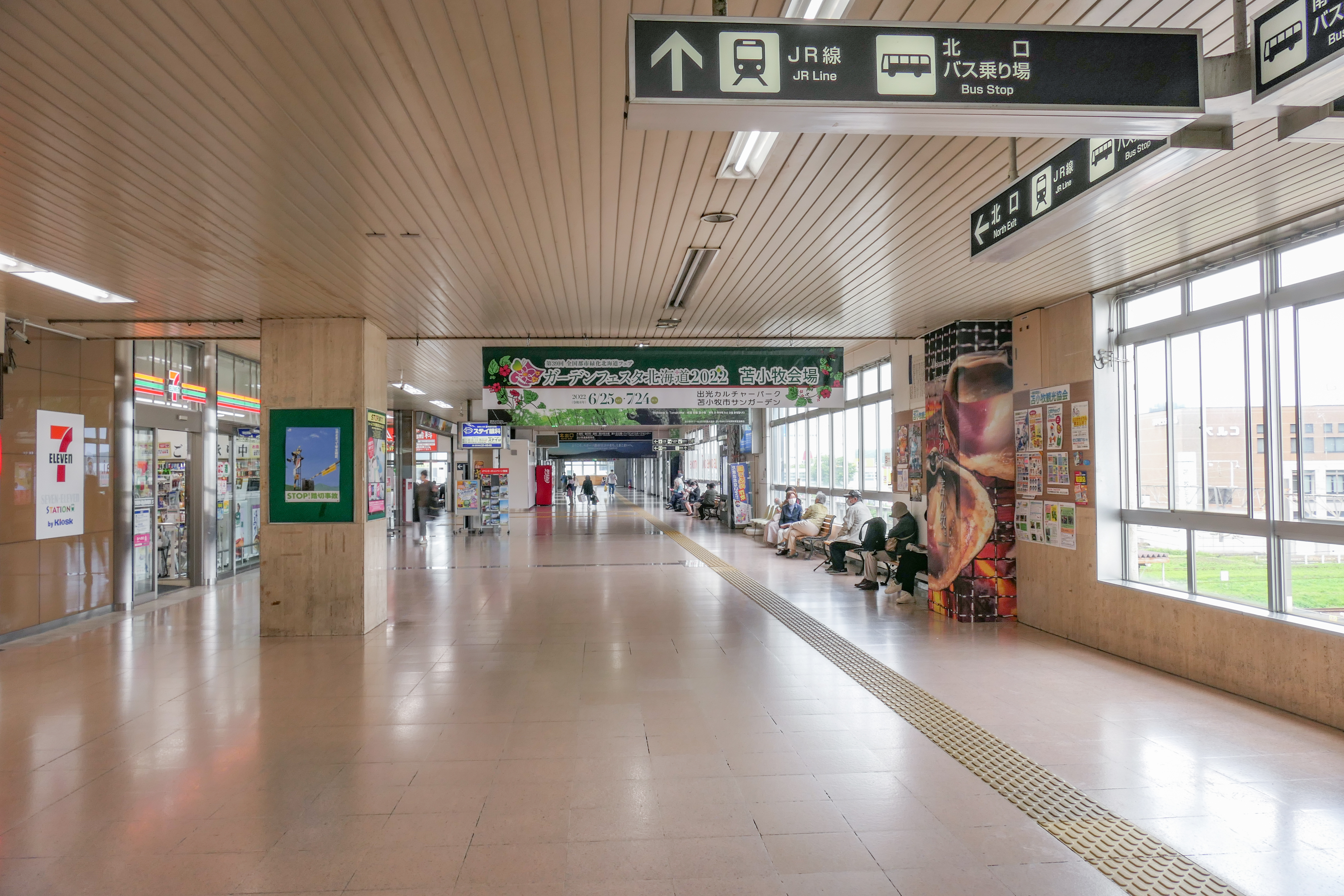
自由通路（2022年6月）
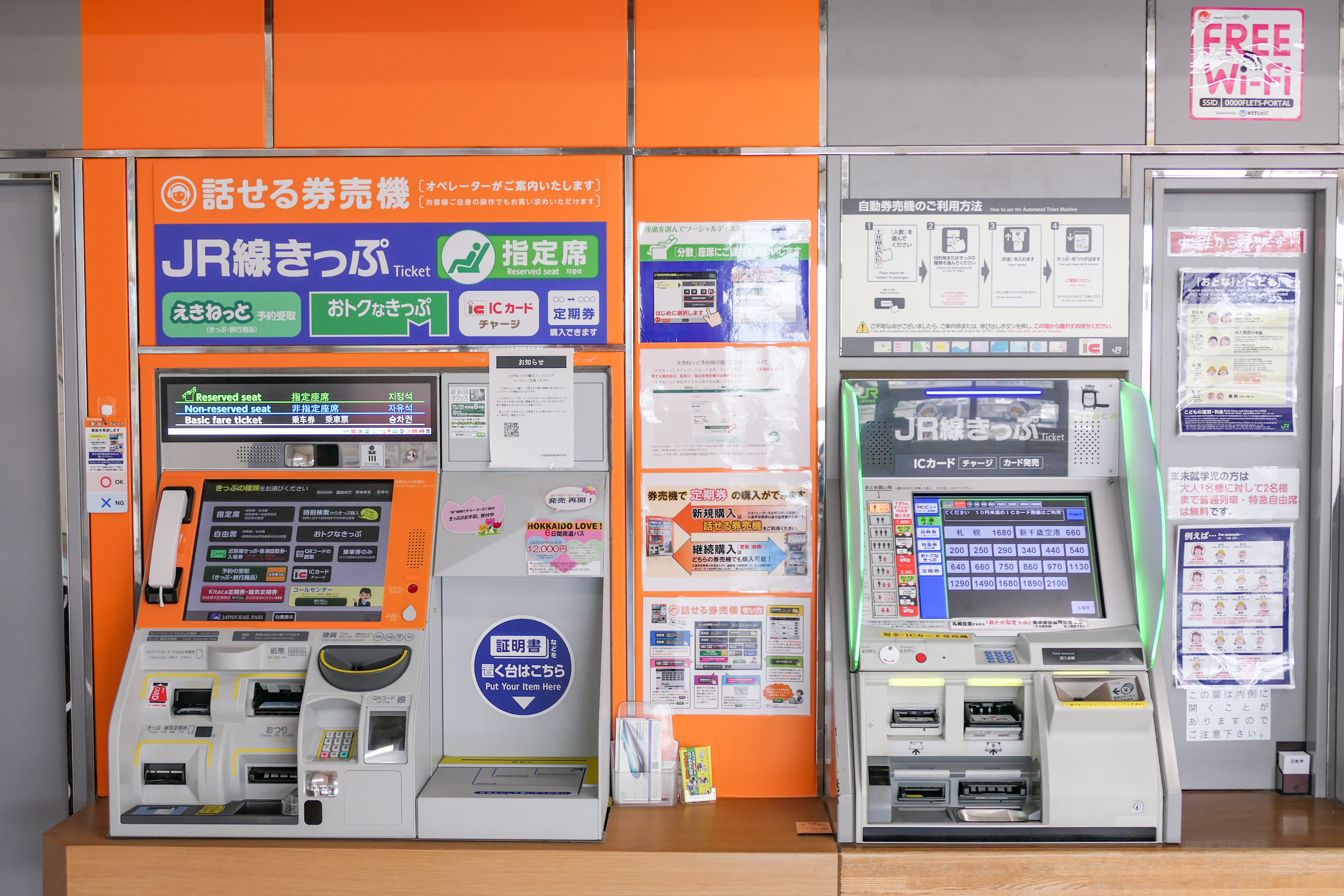
自動券売機と話せる券売機（2022年6月）

### その他
- 駅南側に苫小牧港開発貨物線による新苫小牧駅があったが、1998年（平成10年）に休止、2001年（平成13年）に廃止された。
- 王子製紙の専用線は現存する物の他に、本線の北側に沿って西進、工場の北側にある貯木場へ至るものもあった。

## 利用状況
乗車人員の推移は以下のとおり。年間の値のみ判明している年については、当該年度の日数で除した値を括弧書きで1日平均欄に示す。乗降人員のみが判明している場合は、1/2した値を括弧書きで記した。
また、「JR調査」については、当該の年度を最終年とする過去5年間の各調査日における平均である。
| 年度               | 乗車人員 | 乗車人員 | 乗車人員 | 出典                | 備考       |
| 年度               | 年間     | 1日平均  | JR調査   | 出典                | 備考       |
| ------------------ | -------- | -------- | -------- | ------------------- | ---------- |
| 1997年（平成09年） |          | 4,324    |          | [ * 2 ]             |            |
| 1998年（平成10年） |          | 4,158    |          | [ * 2 ]             |            |
| 1999年（平成11年） |          | 4,079    |          | [ * 2 ]             |            |
| 2000年（平成12年） |          | 4,120    |          | [ * 2 ]             |            |
| 2001年（平成13年） |          | 3,840    |          | [ * 2 ]             |            |
| 2002年（平成14年） |          | 3,660    |          | [ * 3 ]             |            |
| 2003年（平成15年） |          | 3,640    |          | [ * 3 ]             |            |
| 2004年（平成16年） |          | 3,690    |          | [ * 4 ]             |            |
| 2005年（平成17年） |          | 3,630    |          | [ * 4 ]             |            |
| 2006年（平成18年） |          | 3,600    |          | [ * 4 ]             |            |
| 2007年（平成19年） |          | 3,630    |          | [ * 4 ]             |            |
| 2008年（平成20年） |          | 3,720    |          | [ * 4 ]             |            |
| 2009年（平成21年） |          | 3,660    |          | [ * 5 ]             |            |
| 2010年（平成22年） |          | 3,610    |          | [ * 5 ]             |            |
| 2011年（平成23年） |          | 3,650    |          | [ * 6 ]             |            |
| 2012年（平成24年） |          | 3,696    |          | [ * 6 ]             |            |
| 2013年（平成25年） |          | 3,651    |          | [ * 6 ]             |            |
| 2014年（平成26年） |          | 3,553    |          | [ * 6 ]             |            |
| 2015年（平成27年） |          | 3,507    |          | [ * 6 ]             |            |
| 2016年（平成28年） |          | 3,595    | 3,666.2  | [ * 7 ] [ JR北 5 ]  |            |
| 2017年（平成29年） |          | 3,677    | 3,604.0  | [ * 8 ] [ JR北 6 ]  |            |
| 2018年（平成30年） |          | 3,553    | 3,487.8  | [ * 9 ] [ JR北 7 ]  | [ 注釈 4 ] |
| 2019年（令和元年） |          | 3,468    | 3,426.2  | [ * 10 ] [ JR北 8 ] |            |
| 2020年（令和02年） |          | 2,526    | 3,243.4  | [ * 11 ] [ JR北 9 ] |            |
| 2021年（令和03年） |          | 2,587    | 3,048.8  | [ * 1 ] [ JR北 10 ] |            |
| 2022年（令和04年） |          | 2,991    | 2,929.4  | [ * 1 ] [ JR北 11 ] |            |
| 2023年（令和05年） |          |          | 2,911.2  | [ JR北 12 ]         |            |

## 駅弁
主な駅弁は下記の通り。
- 北海道汐彩弁当
- ほっきめし
- サーモン寿司
- えぞずし

## 駅周辺
苫小牧市の中心市街地であり活性化が課題になっている。苫小牧駅前には1977年（昭和52年）11月に商業施設サンプラザが開業し、2006年（平成18年）3月に苫小牧駅前プラザエガオに改称したが、経営悪化により2014年（平成26年）8月に営業を終了した。
このほか王子製紙苫小牧工場が至近距離に立地している。
2011年（平成23年）に市が「CAP（まちなか再生総合プロジェクト）」を立ち上げて抜本的な解決を目指している。
苫小牧市役所、苫小牧市総合体育館、苫小牧市民文化公園（出光カルチャーパーク）、苫小牧市緑ヶ丘公園などの最寄駅であり、苫小牧市白鳥アリーナ（白鳥王子アイスアリーナ）や苫小牧警察署は南口から徒歩約10分、苫小牧市民会館は南口から徒歩約15分、苫小牧市科学センターは南口から徒歩約20分、苫小牧西港フェリーターミナルは車で約10分に位置している。
南口
- ふれんどビル・COCOTOMA（ココトマ）
- 池上学院高等学校苫小牧キャンパス
- ホテルルートイン苫小牧駅前
- 東横INN苫小牧駅前
- ホテルウィングインターナショナル苫小牧
- ホテル苫小牧グリーンヒルズ
- 苫小牧郵便局
- 王子総合病院
- 王子総合病院附属看護専門学校
- グランドホテルニュー王子
- 北海道労働金庫苫小牧支店
- 北海道新聞社苫小牧支社
- 苫小牧信用金庫本店・まちなか交流館
- 北陸銀行苫小牧支店
- 室蘭信用金庫苫小牧中央支店
- ドーミーイン苫小牧
- 東横INN苫小牧駅前
- 北海道銀行苫小牧支店
- 北洋銀行苫小牧中央支店
- スマイルホテル苫小牧
- コンフォートホテル苫小牧

北口
- MEGAドン・キホーテ苫小牧店（苫小牧駅とペデストリアンデッキで直結）
  - Aiba苫小牧
- マルハン苫小牧駅前店
- ベガスベガス苫小牧店
- 苫小牧信用金庫北央出張所

## バス路線

### 苫小牧駅前（南口）
かつては駅前には苫小牧市営バスのバスターミナルがあり、苫小牧市営バスの路線を引き継いだ道南バスも利用していたものの、2015年10月31日をもって利用を終了。現在は4か所の乗り場に分かれている。苫小牧市営バス#バスターミナル（苫小牧駅前）を参照。
- 道南バス（旧苫小牧市営バス路線を含む）[27]
  - 都市間高速バス - 札幌市方面（高速ハスカップ号）
  - 郊外線 - 登別温泉・平取・静内方面
  - 苫小牧市内線 - 新千歳空港・フェリ―ターミナル方面、その他市内各地。
- 北海道中央バス - 札幌市方面、苫小牧西港フェリーターミナル方面（高速とまこまい号）
- あつまバス - 厚真町方面
- ジェイ・アール北海道バス - 静内・三石・浦河町・様似町・えりも町方面（特急とまも号）[28]

### 駅北口
- 道南バス - 詳細は苫小牧市内線を参照。

## 隣の駅
北海道旅客鉄道（JR北海道）

■室蘭本線
青葉駅 (H19) - 苫小牧駅 (H18) - （貨）苫小牧貨物駅 - 沼ノ端駅 (H17)
■千歳線（当駅 - 沼ノ端駅間は室蘭本線）
苫小牧駅 (H18) - （貨）苫小牧貨物駅 - 沼ノ端駅 (H17)
日高本線
苫小牧駅 (H18) - （貨）苫小牧貨物駅 - 勇払駅